# Bluetooth-маркетинг
Bluetooth-маркетинг — способ реализации маркетинговых коммуникаций с использованием технологии Bluetooth в непосредственной близости от целевой аудитории.

## Предпосылки использования
Непрекращающийся рост количества мобильных телефонов во всем мире привел к тому, что как крупные, так и небольшие компании начали активно использовать возможности их применения в качестве рекламной платформы. Начало этому положило развитие СМС-сообщений-рассылок, имевших свои ограничения: передачу только текста, ограничение размера сообщения, а главное - платность.

## Применение
Использование технологии Bluetooth позволяет организовать безопасную и чрезвычайно быструю (до 723 Кбит/сек) доставку различного медиа-контента на мобильные телефоны пользователей — не только текста, но и анимации, звуков, видеороликов и т.п. Получатель имеет возможность как отказаться от приёма каких-либо сообщений в целом, так и выборочно принимать из передаваемого блока только те файлы, которые ему интересны. Поэтому данный рекламный канал не является навязчивым, подобно телевизионной рекламе или доставке СМС-сообщений, но подразумевает активное участие пользователя в процессе, что позволяет действовать более избирательно, а значит, эффективно.

## Особенности использования
Bluetooth-маркетинг в силу особенностей технологии Bluetooth подразумевает работу с пользователями в непосредственной близости (от 20 см — до 100 м) от получателей, что позволяет проводить точечные рекламные акции, а также активно вовлекать получателей в проводимые Bluetooth-акции. С другой стороны, это несколько ограничивает сферу применения данной технологии для охвата массой аудитории. Но тут срабатывает уже эффект «вирусного» маркетинга, когда качественно сделанные медиа-материалы, полученные в рамках Bluetooth-акции одним пользователем, передаются на другие телефоны в кругу друзей и знакомых.
За счет особенностей технологии в Bluetooth-акциях есть возможность использовать не только традиционный медиа-контент, такой, как экранные заставки и рингтоны, имеющие малый размер и скромные требования к аппаратной платформе, но и видеоролики, музыкальные клипы в формате MP3, «реалтоны». Кроме того, Bluetooth позволяет передавать Java-приложения, которые позволяют более полно донести информацию о товаре или услуге в интерактивном режиме (интерактивные каталоги и т.п.), а также использовать технологию скрытых рекламных сообщений в брендированных играх или специализированных приложениях.